# Hyperolius guttulatus
Hyperolius guttulatus là một loài ếch thuộc họ Hyperoliidae.
Loài này có ở Cameroon, Bờ Biển Ngà, Gabon, Ghana, Guinea, Liberia, Nigeria, Sierra Leone, và có thể cả Guinea Xích Đạo.
Môi trường sống tự nhiên của chúng là rừng ẩm vùng đất thấp nhiệt đới hoặc cận nhiệt đới, xavan ẩm, đầm nước, hồ nước ngọt, đầm nước ngọt, và rừng trước đây suy thoái nghiêm trọng.
Chúng hiện đang bị đe dọa vì mất môi trường sống.